# Chiesa di San Donato (Varazze)
La chiesa di San Donato è un edificio religioso sito su una collinetta in un'ansa del torrente Teiro, in località Parasio, a Varazze in provincia di Savona, a poco più di un chilometro dal mare. È sede dell'omonima confraternita.

## Storia e descrizione

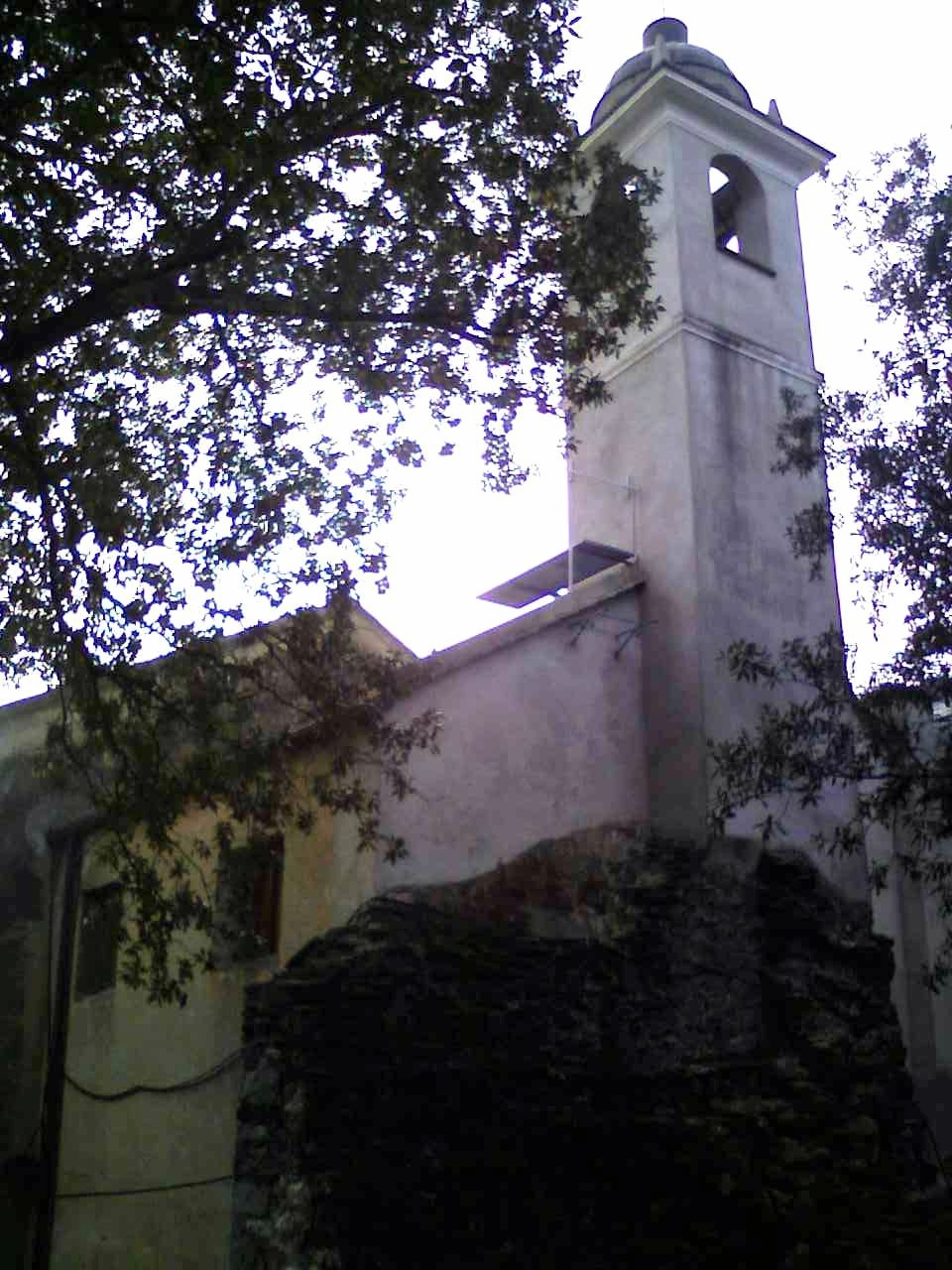
Il campanile

Viene considerata la più antica chiesa di Varazze.
Sorge su un preesistente tempio di origini pagane dal quale è stata ricavata poi una fortificazione tardo-romana-bizantina. Non vi è accordo esatto sul periodo di origini della chiesa che da alcuni viene fatta risalire addirittura al V secolo e da altri al IX. Certamente essa venne ricostruita nell'anno 1000 circa e fino al XVII secolo era dedicata a San Michele.
Nella chiesa pare sia stato battezzato Jacopo da Varazze.
L'edificio attuale è il risultato di lavori soprattutto tardo ottocenteschi ed è a navata unica con volta a botte. All'interno si conservano la statua di San Donato e una sua reliquia.